# Уэст-Пойнт (Арканзас)
Уэст-Пойнт (англ. West Point) — город, расположенный в округе Уайт (штат Арканзас, США) с населением в 164 человека по статистическим данным переписи 2000 года.

## География
По данным Бюро переписи населения США Уэст-Пойнт имеет общую площадь в 1,04 квадратных километров, водных ресурсов в черте населённого пункта не имеется.
Город Уэст-Пойнт расположен на высоте 62 метра над уровнем моря.

## Демография
По данным переписи населения 2000 года в Уэст-Пойнте проживало 164 человека, 44 семьи, насчитывалось 65 домашних хозяйств и 68 жилых домов. Средняя плотность населения составляла около 164 человека на один квадратный километр. Расовый состав Уэст-Пойнта по данным переписи распределился следующим образом: 91,46 % белых, 3,66 % — чёрных или афроамериканцев, 0,61 % — выходцев с тихоокеанских островов, 4,27 % — представителей смешанных рас. Испаноговорящие составили 6,10 % от всех жителей города.
Из 65 домашних хозяйств в 32,3 % — воспитывали детей в возрасте до 18 лет, 52,3 % представляли собой совместно проживающие супружеские пары, в 15,4 % семей женщины проживали без мужей, 32,3 % не имели семей. 26,2 % от общего числа семей на момент переписи жили самостоятельно, при этом 7,7 % составили одинокие пожилые люди в возрасте 65 лет и старше. Средний размер домашнего хозяйства составил 2,52 человек, а средний размер семьи — 3,14 человек.
Население города по возрастному диапазону по данным переписи 2000 года распределилось следующим образом: 24,4 % — жители младше 18 лет, 15,2 % — между 18 и 24 годами, 29,9 % — от 25 до 44 лет, 16,5 % — от 45 до 64 лет и 14,0 % — в возрасте 65 лет и старше. Средний возраст жителей составил 31 год. На каждые 100 женщин в Уэст-Пойнте приходилось 95,2 мужчин, при этом на каждые сто женщин 18 лет и старше приходилось 96,8 мужчин также старше 18 лет.
Средний доход на одно домашнее хозяйство в городе составил 23 125 долларов США, а средний доход на одну семью — 24 375 долларов. При этом мужчины имели средний доход в 20 208 долларов США в год против 23 333 доллара среднегодового дохода у женщин. Доход на душу населения в городе составил 11 657 долларов в год. 26,1 % от всего числа семей в округе и 26,1 % от всей численности населения находилось на момент переписи населения за чертой бедности, при этом из них были моложе 18 лет и 33,3 % — в возрасте 65 лет и старше.